# Ryszard Lenartowicz
Ryszard Lenartowicz (ur. 15 lipca 1947 w Grądach) – polski działacz sportowy, menedżer i fotograf.

## Życiorys
Ukończył Szkołę Podstawową nr 2 w Kole i Technikum Przemysłu Spożywczego w Poznaniu. W 1968 roku rozpoczął pracę w kolskim „Społem” jako koordynator produkcji. W latach 1971–1972 odbył zasadniczą służbę wojskową. Od 1973 do 1984 roku pracował w Zakładach Mięsnych w Kole jako inspektor ds. wojskowych. W 1984 roku został pracownikiem Wojewódzkiego Towarzystwa Krzewienia Kultury Fizycznej w Koninie, gdzie pracował do 1991.
Od 1992 do 2007 roku pracował w Urzędzie Miejskim w Kole jako inspektor ds. sportu, a po otwarciu w Kole Miejskiego Ośrodka Sportu i Rekreacji został jego pierwszym kierownikiem. 1 lipca 2008 roku przeszedł na emeryturę.
W Kole zajmował się organizowaniem spartakiad, turniejów, festynów i obozów sportowych. Był organizatorem wielu ogólnopolskich biegów, m.in. „Biegu Warciańskiego”. We wszystkich kolskich szkołach zorganizował też Uczniowskie Kluby Sportowe. Zajmuje się też fotografią, jest aktywnym działaczem Kolskiego Klubu Fotograficznego „FAKT”.

## Odznaczenia
Został odznaczony następującymi odznaczeniami:
- Złoty Krzyż Zasługi
- Odznaka „Mistrz Sportu”
- Odznaka „Zasłużony Działacz Kultury Fizycznej”
- Order Uśmiechu (2001)[2]
- Medal 50-lecia ONZ
- Medal „Za zasługi w ruchu olimpijskim”